# Anaretella corniculata
Anaretella corniculata är en tvåvingeart som beskrevs av Boris Mamaev 1985. Anaretella corniculata ingår i släktet Anaretella och familjen gallmyggor. Inga underarter finns listade i Catalogue of Life.